# Las abandonadas
Las abandonadas is een Mexicaanse dramafilm uit 1945 onder regie van Emilio Fernández. De film werd destijds uitgebracht onder de titel Verlaten.

## Verhaal
Wanneer Margarita Pérez op straat wordt gezet door haar vader, komt ze terecht in een bordeel. Daar wordt ze verliefd op generaal Juan Gómez. Hij laat haar echter in de steek op het ogenblik dat ze een kind van hem verwacht.

## Rolverdeling
| Acteur           | Personage       |
| ---------------- | --------------- |
| Dolores del Río  | Margarita Pérez |
| Pedro Armendáriz | Juan Gómez      |
| Víctor Junco     | Julio Cortázar  |
| Paco Fuentes     | Juez            |
| Fanny Schiller   | Ninón           |
| Maruja Grifell   | Francesa        |